# Ekologiczna Ścieżka Rekreacyjno-Dydaktyczna w Policach

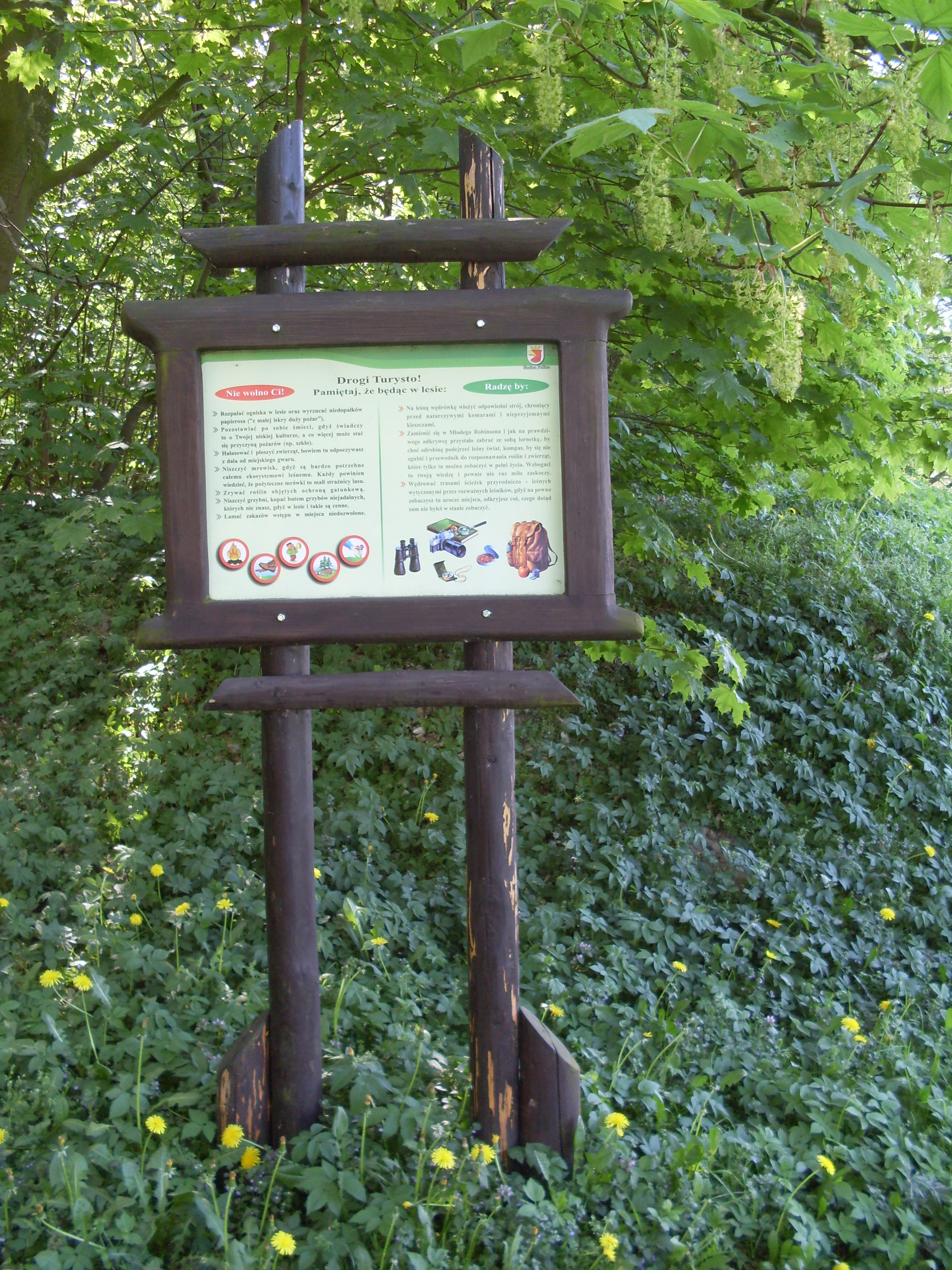
Tablica informacyjna przy szlaku

Ekologiczna Ścieżka Rekreacyjno-Dydaktyczna w Policach – ścieżka spacerowa w Puszczy Wkrzańskiej poprowadzona dookoła nowomiejskich osiedli Polic – od ul. Tanowskiej do ul. Zamenhofa. Ścieżka przecina ulice Piłsudskiego, jezdnię przy ul. gen. Grota Roweckiego i ul. kard. Wyszyńskiego. Przebiega tuż wzdłuż granicy miasta. Na szlaku umieszczono tablice o tematyce przyrodniczej i zorganizowano miejsca do wypoczynku.